# سيزار ميغيل روميرو
سيزار ميغيل روميرو (بالإسبانية: César Miguel Romero)‏ هو لاعب كرة قدم هندوراسي، ولد في 19 يناير 1999 في تيغوسيغالبا في هندوراس. لعب مع نادي موتاجوا ‏.

## وصلات خارجية
- سيزار ميغيل روميرو على موقع قاعدة بيانات كرة القدم.إي يو (الإنجليزية)
- سيزار ميغيل روميرو على موقع Soccerway.com (الإنجليزية)